# Дуси ан Бож
Дуси ан Бож (фр. Doucy-en-Bauges) насеље је и општина у источној Француској у региону Рона-Алпи, у департману Савоја која припада префектури Шамбери.
По подацима из 2011. године у општини је живело 97 становника, а густина насељености је износила 7,67 становника/km². Општина се простире на површини од 12,65 km². Налази се на средњој надморској висини од 900 метара (максималној 2.176 m, а минималној 797 m).

## Демографија
| 1962. | 1968. | 1975. | 1982. | 1990. | 1999. | 2011. |
| ----- | ----- | ----- | ----- | ----- | ----- | ----- |
| 155   | 180   | 113   | 100   | 86    | 74    | 97    |

График промене броја становника у току последњих година